# 喬治亞巨蛋
喬治亞巨蛋（Georgia Dome）位於美國喬治亞州亞特蘭大，是一座已拆除的有71,000個座位的多功能體育館，同時是國家美式橄欖球聯盟（NFL）亞特蘭大獵鷹的主場，曾經舉辦過籃球比賽。2017年11月，乔治亚巨蛋被爆破拆除。

## 重要節目
在1996年奧運期間會進行體操中及篮球及手球專項的賽事。

### 超級碗
喬治亞巨蛋舉行過超級碗2次，分別在1994年、2000年。